# Mohamad Al-Modiahki
Mohamad Al-Modiahki é um jogador de xadrez do Catar com participação nas Olimpíadas de xadrez de 1988 a 2014. Mohamad conquistou a medalha de ouro por performance individual no primeiro tabuleiro em 1996 e 1998. Também conquistou a medalha de bronze por performance individual em 1994 e 2002, novamente no primeiro tabuleiro.